# BTL
BTL (от англ. below-the-line «под чертой») — совокупность рыночных связей, которая отличается от прямой рекламы ATL (от англ. above-the-Line) способом воздействия на целевую аудиторию. Как правило, инструменты BTL позволяют взаимодействовать с участниками рекламных действий лично, непосредственно в точках продаж. Но помимо такого рода воздействия, представлений, организации событий и выставочной деятельности, BTL также включает в себя инструменты побуждающие сбыт, которые не всегда связаны с непосредственно личными связями, например, товароведение, выкладка и прямые почтовые рассылки.
По российской классификации:
- стимулирование сбыта среди торговых посредников (trade promotion),
- стимулирование сбыта среди потребителей (consumer promotion),
- прямой маркетинг (direct marketing),
- специальные мероприятия (special events),
- партизанский маркетинг (guerrilla marketing),
- POS-материалы,
- трейд-маркетинг.

## История
В западном бизнесе под BTL подразумевают рекламную технологию, использующую менее интенсивные / убеждающие методы, чем традиционная реклама (ATL), и к BTL относят директ-маркетинг (прямой маркетинг, направленный маркетинг) и стимулирование сбыта (продвижение продаж). BTL обычно фокусируется на прямой коммуникации — часто с использованием списка целевых потребителей (например, посредством прямой почтовой рассылки и e-mail), чтобы наиболее повысить процент отклика. Термин BTL в последнее время на западе выходит из употребления, поскольку на замену ему пришёл подход интегрированных маркетинговых коммуникаций.
Считается, что термины ATL и BTL возникли однажды, когда один из топ-менеджеров крупной компании, занимающейся производством товаров массового потребления, при составлении маркетинговой сметы забыл включить туда массовую бесплатную раздачу товара. Черта под сметой была уже подведена, поэтому дополнительные статьи расходов он вписал под чертой («под чертой» — англ. below the Line, BTL; по аналогии «над чертой» — англ. above the line, ATL).
Наибольшая часть заявленных расходов в рекламе часто относится к ATL, поскольку стоимость эфирного времени, площадей (или их эквивалентов) очень велика. Хотя общее правило не верно, например, для предметов роскоши.

## Инструментарий BTL
Наиболее часто используемые методы работы:
- разнообразные рассылки (почтовые, sms, e-mail и другие);
- торговые конференции;
- рекламное действие — отличный способ не на словах, а на деле показать потребителям качество товаров или услуг. Интерактивные мероприятия, направленные на потенциальных клиентов, вовлекают их в действие и делают заинтересованными участниками BTL-акции, внушают доверие к фирме, которая не боится показать товар лицом.
- вирусный маркетинг;
- выставки и ярмарки;
- спонсорство;
- интернет-конференции;
- установление многоступенчатых программ по стимулированию сбыта;
- корпоративное мероприятие;
- внутри отраслевое мероприятие (B2B party);
- разработка программ лояльности;
- управление базами данных;
- технологии дополненной реальности.

Значительную часть BTL-мероприятий можно отнести к прямому маркетингу (директ маркетингу).

## Системы отчетности и управление проектами в BTL
Широкое распространение в BTL получили системы онлайн отчётности. Они помогают автоматизировать рутинные операции по сбору данных от полевого персонала (рекламных посредников, руководителей, товароведовов, аудиторов, тайных покупателей) и сведение их в единый отчёт для заказчика. Как правило, такие системы позволяют:
- контролировать полевой персонал за счёт мобильных технологий;
- оперативно получать и проверять фото отчёты;
- облегчить сведение данных из разных регионов;
- повысить качество передаваемой из полей информации;
- снять колоссальную нагрузку с менеджеров BTL-проектов;
- сделать прозрачным взаимодействие между рекламодателем и агентством и повысить доверие.

Раньше вся BTL-отчетность делалась вручную при помощи Excel. Постепенно крупные рекламные агентства и рекламодатели, которые могли себе позволить, начали разрабатывать для себя индивидуальные программные продукты. Вскоре появились специализированные программные продукты (онлайн-системы), которые стали доступны для любого типа компаний вне зависимости от размера. Современные технологии делают BTL эффективнее.

## TTL-реклама и интегрированные маркетинговые коммуникации
Благодаря тому, что эффект от ATL и BTL снижается, происходит постепенно возникновение термина TTL-рекламы, которая совмещает в себе оба вида рекламы.
В целом следует отметить, что границы между прямой (ATL) и
непрямой (BTL) рекламой постепенно исчезают. Это
обусловлено несколькими факторами:
• усложнением задач, стоящих перед брендами;
• изобретением новых способов влияния на покупателей;
• эволюцией маркетинговых технологий.
Благодаря этому в последнее время существует тенденция ухода от деления
рекламы на ATL- и BTL-части и объединения всех расходов на рекламу в единую
сумму. Так возник термин «TTL-реклама» (Through The Line — через черту), включающий в себя все инструменты рекламного продвижения товаров (ATL и BTL).
Говоря о TTL, как правило, подразумевают «смешивание» нескольких каналов коммуникации для
донесения единого рекламного сообщения, что при грамотном планировании становится весомым аргументом. По сути этот термин является аналогом интегрированных маркетинговых коммуникаций, когда приемы используются совместно, для усиления эффекта и преодоления недостатков присущих каждому из них в отдельности.
Именно возможность объединения широкого охвата целевой аудитории (методами ATL-рекламы) и индивидуального контакта с потребителем (методами BTL-рекламы) является ключевым преимуществом TTL-коммуникаций.
TTL-взаимодействия особенно существенны для сегмента FMCG — максимально старого и максимально конкурентного рынка. Классический пример ТТL-активности на этом рынке — традиционная рекламное действо - «приз под крышечкой».
Возможна и более сложная механика многоканального процесса воздействия на целевую аудиторию: потребитель посмотрел рекламу, попробовал продукт в магазине, зашел в парк на детский праздник, организованный этой же компанией, увидел плакат на улице, купил три пачки продукта, вырезал штрих-код, выслал на указанный адрес и выиграл ценный приз